# Таки
Таки (јап. 多気町) град је у Јапану у префектури Мије. Према попису становништва из септембра 2012. у граду је живело 15.226 становника.

## Становништво
Према подацима са пописа, у граду је 2012. године живело 15.226 становника.
| 1995.  | 2000.  | 2005.  |
| ------ | ------ | ------ |
| 15.644 | 16.149 | 15.793 |